# 吾峠呼世晴
吾峠 呼世晴 （ごとうげ こよはる、1989年5月5日 - ）は、日本の漫画家。代表作は『鬼滅の刃』。福岡県出身。

## 経歴
「小さい頃から動物に嫌われるし絵が下手でした」と画集のあとがきで明かしており、笑われてしまうこともあったため人に絵を見せたくなかったという。高校3年生の時に初めて漫画の制作を試みたが、何をどうしていいのかわからず全く描けなかった。
読み切り漫画を描く上で参考にしていた作品として、『日本昔話』、『藤子・F・不二雄SF短編集』、『寄生獣』、『必殺仕事人』を挙げている。
また「初めて投稿するまでに何作・何ページ描いたか?」という質問に対して、「いっぱい描いたと思いますが算数が苦手なので計算ができません」と答えている。

### 『過狩り狩り』
吾峠は2013年までに初めての読切作品『過狩り狩り』（かがりがり）を描いた。
吾峠本人は「どうせダメだろう」と考えて処分するつもりで描いてみたが、家族から「どうせなら一番好きな雑誌に送ってみたら」と後押しされ、集英社の『週刊少年ジャンプ』にダメ元で初めて投稿した。
同作は明治から大正時代の日本を舞台とし、「鬼」と「鬼狩り」との戦いを描く作品であった。当時の編集者にとっての第一印象はあまり目立っておらず、「まだ、漫画の基礎がなっておらず、はっきりいって迷いました」とのちの取材で語った。しかし扉絵で主人公の顔が隠されているなどの意外性と才能のある構成によって、ジャンプ編集部内では話題になった。結果、同作は第70回JUMPトレジャー新人漫画賞（2013年4月期、審査員：篠原健太）で「佳作」を受賞した。

### 『文殊史郎兄弟』
その後、長編作品のネームを次々と執筆した。初代担当編集者である大西恒平は吾峠へ何度も「ダメ出し」を行って不採用としたが、吾峠は諦めずに何度も新たなネームを制作した。毎月1本以上のペースで、合計5作品程度を提出した。
『過狩り狩り』では個性を評価されながらも「万人向けではない」と指摘されていたが、多くのネームを描いたことでその欠点が徐々に克服されていったという。
続いて執筆した『文殊史郎兄弟』が『少年ジャンプNEXT!!』（集英社）2014 vol.2に掲載され、商業誌デビューを果たした。大西は同作を見て「化けたな」と評した。
この号に掲載されている新人作家の作品の中では唯一センターカラーを獲得しており、同じ号でデビューした漫画家に芥見下々、戸塚慶文、齋藤勁吾がいる。

### 『肋骨さん』
さらに読切作品『肋骨さん』が『週刊少年ジャンプ』2014年39号に掲載された。同作は第9回『金未来杯』にエントリーされた。
上記作品らの評判は、読者の人気・編集部の判断ともに「悪くはないが、もう一つ人気が欲しいといったところ」だったという。

### 苦境
しかし、その後は連載用のネームがなかなか通らない時期が続いた。吾峠は「2015年の間に連載を獲れなければ漫画家を辞める」という意気込みで制作にあたり、新たに『蠅庭のジグザグ』続いて『鈍痛風車』（どんつうかざぐるま）の連載ネームを執筆した。しかし、2作とも連載会議に落選して不採用となってしまい、あとがない状況に陥ってしまう。

### 『鬼殺の流』
そこで、担当編集者の片山達彦が「原点回帰」を提案した。片山は「作家性を活かすためにマニアックな方向に寄りすぎた」と反省し、「ジャンプの対象読者である小学生・中学生・高校生が読んで理解できることが重要」と考えて、吾峠の第1作『過狩り狩り』にあった「大正時代」「吸血鬼」「刀」という要素を盛り込むことを提起した。
同じくジャンプの連載作家である堀越耕平も過去の読み切りを再編することで苦境を乗り越えており、片山がその経緯を思い出したことから出た提案である。
助言を受けて、吾峠は『過狩り狩り』を原案としたネーム『鬼殺の流』（きさつのながれ）の第1話から第3話を執筆した。同作は「読みやすくなった」と評価はされたが、主人公が盲目に隻腕で、また両足が義足であり、「世界観のシビアさと主人公の寡黙さ」のために連載会議では落選となった。

### 『鬼滅の刃』連載まで
その後、片山の先輩編集者の助言を受けて、「『HUNTER×HUNTER』のように、主人公を普通の人間に設定し、その周囲を特徴的な人物にする」ことを片山が提案した。吾峠は『鬼殺の流』における一人の脇役としてすでに構想していた少年を改めて主人公へと変更し、新たに『鬼滅の刃』のネームを執筆した。
同作はネームの時点で完成度が高く、若干のデザインの修正を経て現在の『鬼滅の刃』となった。これが連載会議を通過し、『週刊少年ジャンプ』へ連載されることとなった。
吾峠は連載が決まったあとで東京へ移住したため、過去に他の漫画家のアシスタント業を務めた経験がなかった。そのため、自身が連載作家となる際にはスタッフへの指示方法を知らなかった。そこで、片山が担当していた『ブラッククローバー』を連載する田畠裕基の職場に見学に行った。

### 『鬼滅の刃』連載後
『鬼滅の刃』は『週刊少年ジャンプ』2016年11号から2020年24号まで連載された。2019年にはテレビアニメ『竈門炭治郎 立志編』が放送され、それを起点として社会現象になるほどの出世作となった。
2020年10月には同テレビアニメの続編となる劇場版アニメ『無限列車編』が公開され、同作は日本における映画の興行収入で歴史上第1位となった。
同年11月、『鬼滅の刃』のヒットに伴う出版界全体への貢献が評価され、講談社による野間出版文化賞（第2回）を受賞した。
2021年2月時点で、『鬼滅の刃』の単行本および電子書籍版、特装版を合わせた累計発行部数が1億5000万部を突破した。
同年2月17日、アメリカのニュース雑誌『タイム』において、さまざまな分野で世界をリードすると期待される「次世代の100人（TIME 100）」に、吾峠が日本から唯一選出された。同誌は「日本で最も興行収入の多い映画は約20年にわたり『千と千尋の神隠し』だったが、『鬼滅の刃（劇場版）』がその状況を変えた」と述べた。
同年3月には、日本の文化庁による芸術選奨文部科学大臣新人賞（2020年度、メディア芸術部門）を受賞した。
同年4月28日に『鬼滅の刃』が第25回手塚治虫文化賞の特別賞を受賞し、7月26日には第50回日本漫画家協会賞コミック部門大賞を受賞した。
同年7月23日、東京オリンピック開会式出席のためフランスのマクロン大統領が来日、翌24日に首脳会談を行った際、「鬼滅の刃」の作者に会いたい、会えないのなら別な漫画家でもいい、とのことで、日本の人気漫画家やクリエイターたちと面会していたことが判明、話題となった。
同年8月8日、東京オリンピックの閉会式においてアニメ『鬼滅の刃』のオープニングテーマである「紅蓮華」の一節が演奏された。詳細は各遷移先記事内を参照のこと。

## 漫画家としての特徴
吾峠の初作品『過狩り狩り』について、初代担当編集者である大西恒平は、「ジャンプ志望の作家の中では珍しいタイプ。センスは感じたが、基本的な漫画づくりの基礎がまだできておらず、今後この才能をどう開花させられるかが重要だ」と当時は感じたと述懐している。
また『鬼滅の刃』の初代担当編集者となる片山達彦は、『過狩り狩り』について「初見では分かりにくかったが、2度読んだときに構成や振りの巧みさに気づいた」、「圧倒的な才能は周りも認めていたし、私も感じていた」と評価したと述懐している。
富野由悠季は吾峠のセンスを文学者に近く、東京人ではないのが強みと分析している。

### 台詞回し
吾峠が作品中の人物に言わせる台詞の特徴について、片山達彦は次のように評した。
- セリフの力が圧倒的である。あんな言語体系をあまり見たことがない。
- セリフが借り物ではない。ジャンプでは「キャラクターを特徴づけよう」と編集部が漫画家へ厳しく指導するものだが、吾峠は「そのキャラクターが言っているな」と感じられるセリフを自然に書いていた。そこに最も才能を感じた。

### キャラクター造形
吾峠は「キャラクターの情緒を感じさせる描写に長けている」と評価される。
『鬼滅の刃』の主人公が憎むべき仇敵を殺したあとに同情して優しく手を握る場面を見て、片山は圧倒され、「以前からも他の新人作家とは一線を画しているとは思っていたが、こういうキャラクター造形ができるところが、この人の才能なんだ」と感動したという。

### 執筆速度
ネームの執筆速度がとても早く、寝る間も惜しんで描いたこともあった。片山は「その尋常ではない速度から、絶対にプロになるんだという熱意を感じた」と語っている。

### 編集者の意見に対する姿勢
編集者による意見・提案に対して、吾峠は自身の信念を譲らないこともあれば、柔軟に意見を取り入れることもあるという。
例えば『鬼滅の刃』では、序盤に主人公が修行を積む場面について、編集者が「もっと短くすべきだ」と提案したが、吾峠は「普通の人間がすぐに強くなるはずがない」として断った。一方で、主人公の師匠役の容姿について編集者が「変更すべきだ」と提案したところ、すぐに変更した。

### 影響を受けた作品
吾峠は『週刊少年ジャンプ』の漫画を全般的に読んでいたが、中でも影響を受けたベスト3は『ジョジョの奇妙な冒険』、『NARUTO』、『BLEACH』を挙げている。また『銀魂』のファンでもあり、それらの影響を担当編集者の片山達彦は指摘している。
また、上述のとおり『HUNTER×HUNTER』を参考にした編集者の提案に基づき、『鬼滅の刃』では、吾峠が当初は脇役として構想していた人物を主人公へと変更した。
吾峠が考える「かっこいい」人物として、容姿では『ゴルゴ13』を挙げた。内面では、「とある漫画の登場人物が、自動車に轢殺された猫の死体を、周囲の人々から不気味がられながらも汚れを気にせずに抱えて運んだ。こういった自己犠牲を厭わない人物」だという。

## 人物
自画像を「眼鏡をかけたワニ」とすることから、ワニ先生とも呼ばれる。
性格について、吾峠はプロフィールの趣味・特技欄に「もたもた・拒絶・人見知り」と書いている。初代担当編集者の大西恒平は、「吾峠の人柄は、『鬼滅の刃』主人公・炭治郎の、『真面目な性格、誠実さ、強い責任感』に現れている」と評している。
吾峠が提出したネームを大西が読む際に冷静な表情をしていたことから、吾峠は「この人はネームではなく、経済新聞でも読んでいるのかと思った」と冗談を言って編集部を笑わせたという。
吾峠は自分自身と大西のことを「生き別れの兄妹のようにそっくり」と表現している。

### 好きな作品
吾峠は好きな漫画について、「『ジョジョの奇妙な冒険』から『クレヨンしんちゃん』まで何でも好き」と答えている。ほか『銀魂』が大好きであり、「ジャンプに漫画を送るきっかけは銀魂でした。感謝」と述べている。また『王様ランキング』を、2019年の「このマンガがすごい！」にて推薦した。
ミュージシャンの平沢進の大ファンであり、平沢のアルバムBOXセットを読者からプレゼントされたと、鬼滅の刃5巻末にて感謝を述べている。また、平沢が劇伴担当をした『ベルセルク』も大好きであると担当編集に語っている。

## 作品リスト

### 漫画作品
- 2020年5月現在
- 凡例
  - 〈掲載誌〉WJ：週刊少年ジャンプ、NEXT!!：少年ジャンプNEXT!!、J+：少年ジャンプ+（いずれも集英社）。（再）：再掲載
  - 「収録」欄は収録単行本を「略号-x」の形で示す。略号対応については#漫画単行本を参照
    - 「x」は各単行本内での収録順を示す

|  | 連載作品 |  | 読切作品 |

| 作品名         | 種類 | 掲載誌                                          | 収録 | 注記                                           |
| -------------- | ---- | ----------------------------------------------- | ---- | ---------------------------------------------- |
| 過狩り狩り     | 読切 | 雑誌未掲載（2013年投稿） J+ 2016年2月15日（再） | 短-1 | 第70回JUMPトレジャー新人漫画賞佳作受賞作。45頁 |
| 文殊史郎兄弟   | 読切 | NEXT!! 2014 vol.2 J+ 2016年2月22日（再）        | 短-2 | デビュー作。45頁                               |
| 肋骨さん       | 読切 | WJ 2014年39号 J+ 2016年2月29日（再）            | 短-3 | 第9回金未来杯エントリー作。47頁                |
| 蠅庭のジグザグ | 読切 | WJ 2015年21号 J+ 2016年3月7日（再）             | 短-4 | センターカラー。47頁                           |
| 鬼滅の刃       | 連載 | WJ 2016年11号 - 2020年24号                      | き   | 初連載                                         |

### 書籍

#### 漫画単行本
- 2020年12月現在。
- 「略」欄は上記#漫画作品の収録欄で用いている略号を示す。

|  | 連載作品 |  | 短編集 |

| 書名             | 発行   | レーベル             | 発行年          | 巻 | 略 |
| ---------------- | ------ | -------------------- | --------------- | -- | -- |
| 鬼滅の刃         | 集英社 | ジャンプ・コミックス | 2016年 - 2020年 | 23 | き |
| 吾峠呼世晴短編集 | 集英社 | ジャンプ・コミックス | 2019年          | 1  | 短 |